# 東京管理職ユニオン
東京管理職ユニオン（とうきょうかんりしょくユニオン、英語：Tokyo Managers' Union、略称：MU）は、東京都新宿区に本部を置く労働組合である。

## 概要
1993年（平成5年）12月20日に、バブル崩壊時のパイオニア株式会社の管理職のリストラ問題等を契機に、全労協全国一般東京労働組合の有志の呼びかけにより誕生した。個人加盟の労働組合であり、管理職でなくても当然加入は出来るが、「管理職でも加入できる労働組合」という意味で「管理職ユニオン」と名乗る。現在は、日本労働組合総連合会（連合）に加盟する全国コミュニティ・ユニオン連合会を上部団体としている。2017年4月で結成以来4,000件以上の労働争議に取り組み・解決している。

## 池袋派分裂問題
2008年12月末の年越し派遣村等に象徴される「非正規労働者の闘いと、東京管理職ユニオンは積極的に連帯し、一般社団法人ユニオン運動センターを形成する」という、2009年の第17回定期大会の大会決議をめぐる路線の対立が主原因であった。
2010年（平成22年）7月、当時執行委員長であった橋本忠次郎らは、「管理職ユニオンは管理職に徹するべき」として、大会決議や執行委員会決議に従わず、従来からの東京都新宿区（2010年9月より渋谷区初台に移転）に事務所を置くグループ（初台という）から、少数派組合員を誘って組織離脱をし、東京都豊島区に新たに事務所を開設（池袋という）した。その後、2013年8月30日の東京地裁判決を経て、多数派である初台に事務所を置くグループが、「東京管理職ユニオン」の名称を継承している事が法的に確定した。

### 経緯
2010年7月 橋本忠治郎ら少数派執行委員（21名中6名：池袋）は、新事務所を豊島区池袋に開設した。
2010年10月 従来からの東京管理職ユニオンは、渋谷区初台に設立された「ユニオン運動センター」内に事務所を移転した（初台）。
2011年10月 橋本忠治郎（池袋）は「橋本氏が東京管理職ユニオン(初台) の「正式」な執行委員長で、登記簿謄本の取得登録者であることを確認する訴訟｣を東京地裁に提訴した。
2011年11月 橋本忠治郎（池袋）派の提訴を受けて、東京管理職ユニオン(初台)は「東京管理職ユニオンの名称・旗・ロゴを名乗るべき組織は当労組（初台）であり、橋本忠治郎（池袋）派はそれらを名乗ることは出来ない」との反訴を起こした。
2013年8月30日 東京地裁は以下の判決を下し、東京管理職ユニオン（初台）の主張を全面的に認め、橋本忠治郎（池袋）派の請求を棄却した。
- 橋本忠治郎（池袋）の請求を棄却する。
- 池袋の「東京管理職ユニオン」は「東京管理職ユニオン」の名称を使用してはならない。
- 池袋の「東京管理職ユニオン」は別紙旗目録に記載の形状の旗（組合旗）を使用してはならない。
- 池袋の「東京管理職ユニオン」は別紙ロゴ目録2記載の形状のロゴ（MUという組合ロゴ）を使用してはならない。
- 橋本忠治郎と池袋の「東京管理職ユニオン」は東京管理職ユニオン（初台）に対して、連帯して55万円及び平成24年6月17日から支払済みまで年5分の割合による金員を支払え。

2013年9月13日 橋本忠治郎（池袋）派は上記判決を不服として東京高等裁判所に控訴した。
2014年5月22日 橋本忠治郎（池袋）派が上記東京高等裁判所への控訴を取り下げたので、分裂問題は2013年8月30日の東京地裁の判決通りに確定し、（池袋）派は「東京管理職ユニオン」の名称を名乗らないことを自ら認めた。
2014年11月29日 橋本忠治郎（池袋）派は自らの団体の名称を「東京統一管理職ユニオン」と改称した。

## 機関紙
- ファイティングポーズ

## 書籍
- ユニオン力で勝つ
- 成果主義神話の崩壊（斎藤貴男との共著）
- 転形期の日本労働運動 ネオ階級社会と勤勉革命
- プロブレムQ＆A ネオ階級社会と勤勉革命 ひとりでも闘える労働組合読本 増補改訂版［リストラ・解雇・倒産の対抗戦法］
- これだけは知っておきたい労働法 成果主義時代のワークルール
- これだけは知っておきたい労働法 労働組合活用のルール
- これだけは知っておきたい労働法 中高年・管理職働き方のルール
- 復活の砦 小説・管理職ユニオン（江波戸 哲夫：祥伝社／ISBN 4-396-63162-6)
- 会社との「闘い方」教えます
- 会社ムラから生還せよ
- 社員切りに負けない！（鈴木 剛：自由国民社／ISBN 978-4-426-10961-5)
- 解雇最前線（鈴木 剛：旬報社／ISBN 978-4-8451-1290-6)
- 中高年社員があぶない（鈴木 剛：小学館101新書／ISBN 978-4-09-825167-4)